# Картепе
Картепе (тур. Kartepe) је град у Турској у вилајету Кочаели. Према процени из 2009. у граду је живело 85.668 становника.

## Становништво
Према процени, у граду је 2009. живело 85.668 становника.
| 1990.  | 2000.  |
| ------ | ------ |
| 42.080 | 64.262 |